# Acrochordonichthys ischnosoma
Acrochordonichthys ischnosoma és una espècie de peix de la família dels akísids i de l'ordre dels siluriformes.

## Morfologia
- Els mascles poden assolir els 10,1 cm de llargària total.
- Nombre de vèrtebres: 39.[1][2]

## Distribució geogràfica
Es troba al sud-est asiàtic: Java (Indonèsia).